# Hololena hopi
Hololena hopi là một loài nhện trong họ Agelenidae.
Loài này thuộc chi Hololena. Hololena hopi được Ralph Vary Chamberlin & Wilton Ivie miêu tả năm 1942.